# Pouteria fragrans
Pouteria fragrans là một loài thực vật có hoa trong họ Hồng xiêm. Loài này được (Pierre) Dubard miêu tả khoa học đầu tiên năm 1911.